# Oda Minoru
Oda Minoru (japanisch 小田 稔; * 24. Februar 1923 bei Sapporo; † 1. März 2001) war ein japanischer Astrophysiker. Er war ein Pionier der Astronomie mit Röntgensatelliten in Japan.

## Leben
Oda studierte an der Universität Ōsaka mit dem Abschluss 1944 und befasste sich danach mit Kosmischer Höhenstrahlung. 1953 ging er zu Bruno Rossi an das Massachusetts Institute of Technology und begann sich mit Röntgenastronomie zu befassen. Nach der Rückkehr an die Universität Tokio initiierte er dort ein Satelliten-Forschungsprogramm. Er ging nochmals an das MIT und wurde danach Projektleiter am Nationalen Institut für Raumfahrt und Aeronautik (ISAS). 1984 wurde er dessen Generaldirektor. 1994 wurde er Direktor des neu gegründeten International Institute for Advanced Studies bei Osaka. Zuletzt war er bis zu seinem Tod Präsident der Tokyo University of Information Science.
In den frühen 1980er Jahren war er Berater des Ministeriums für Erziehung, Wissenschaft und Kultur. 1988 bis 1993 war er Präsident des RIKEN.
Neben seiner Pionierrolle in der Röntgenastronomie in Japan, wo er insbesondere Röntgendoppelsterne untersuchte und 1966 einen Modulations-Kollimator erfand, der eine genauere Lokalisierung von Röntgenquellen erlaubte, war er auch allgemein als Förderer der Weltraumforschung in Japan bekannt. Seine Gruppe war verantwortlich für die japanischen Röntgensatelliten Hakuchō (der rechtzeitig 1979 gestartet wurde, um den ausgefallenen SAS-3 zu ersetzen), Tenma, Ginga und ASCA. Damit suchte er in den 1980er Jahren nach Koinzidenzen von Röntgenausbrüchen mit optischen Beobachtungen von erdbasierten Teleskopen. Er initiierte auch die Röntgenbeobachtung der Sonne mit den Satelliten Hinotori und Yohkoh und war an der japanischen Mission zum Halleyscher Kometen und bei der Initiierung des Halca-Satelliten beteiligt.
Er war verheiratet und hatte zwei Kinder, die Wissenschaftler wurden.
1986 wurde Oda als Person mit besonderen kulturellen Verdiensten geehrt, 1992 erhielt er den Marcel Grossmann Award. Außerdem erhielt er den Asahi-Preis, 1966 den Nishina-Preis, den Onshi Preis. Er erhielt außerdem den Theodore von Karman Award der International Academy of Astronautics (1987) und den COSPAR Space Science Award (1996). 1993 wurde er mit dem Kulturorden ausgezeichnet und 1999 wurde er in die American Academy of Arts and Sciences gewählt. 1994 wurde er zum auswärtigen Mitglied der Academia Europaea gewählt.